# ورزشکاه جاده کرسینگ
ورزشکاه جاده کرسینگ (به انگلیسی: Cressing Road) یک ورزشکاه فوتبال در بریتانیا است که در براینتری، اسکس واقع شده‌است.